# Karsten Hoydal
Karsten Hoydal (født 28. marts 1912 i Hoydalar, Tórshavn, død 4. april 1990) var en færøsk forfatter og politiker. Han fik tildelt Mentanarvirðisløn M. A. Jacobsens (kulturpris fra Thorshavns byråd) to gange, første gang i 1961 og anden gang i 1988.

## Biografi
Karsten voksede op i Hoydalar, i nærheden af "Bróstsjúkrahúsið", et sanatorium for folk med tuberkulose. Hans far arbejdede som pedel ved sygehuset, så Karsten kom til at opleve at mennesker døde omkring ham medens han voksede op. Dette har også påvirket en stor del af hans forfatterskab. Hans første digt som blev offentliggjort kaldes »Náttarljóð« (Nattelyde), den blev udgivet i det litterære tidsskrift Varðin, 12. vol. i 1932. Som ung rejste han til Danmark for at uddanne sig indenfor landbrug og fiskeri. Han blev cand. agro i 1936 og senere var han også færdig uddannet som lic. agro. Efter uddannelsen kom han også til at arbejde indenfor disse områder. På et tidspunkt arbejdede han i Ecuador som rådgiver for de Forenede Nationer. Han var industri- og landbrugsminister for Republikanerne (Tjóðveldisflokkurin) 1963-67 og lagtingsmedlem fra 1966-70. Han var formand for Færøernes Forfatterforening (Rithøvundafelag Føroya) fra 1976 til 1980. Hans første digtsamling var Myrkrið reyða som udkom i 1946.
Karsten Hoydal var en varieret forfatter og digter. Han skrev digte, noveller, børnehistorier, oversatte og var litteraturkritiker. Han var en nyskabende forfatter, både sprogligt og indholdsmæssigt. Han belyste bl.a. naturen, levevilkårene, børns natur og om krig og oprustning.
Karsten Hoydal blev gift med Marie Louise (født Falk-Rønne), og sammen fik de fire børn: sangeren og skuespilleren Annika Hoydal, forfatteren Gunnar Hoydal, Kjartan Hoydal, som er sekretær for NEAFC (North East Atlantic Fisheries Commission) og tidligere chef for det færøske fiskeriministerium og Egil Hoydal. Han er farfar til politikeren Høgni Hoydal (Kjartan Hoydal's søn).
På Karsten Hoydals 100 års fødselsdag, den 28. marts 2012, blev en mindesten rejst lige udenfor det forhenværende tuberkulosesanatorium, hvor han blev født.

### Væsentlige antologier
- 1972 – Færøske digte 1900–72, København (red. P.M. Pedersen)
- 1981 – Rocky Shores, Paisley (red. G. Johnston)
- 2006 – »Von Inseln weiß ich...« Geschichten von den Färöern (red. Verena Stössinger og Anna Katharina Dömling / Unionsverlag) [5]
- 2007 – Von Djurhuus bis Poulsen - färöische Dichtung aus 100 Jahren, Leipzig (red. Paul Alfred Kleinert)

## Priser
- 1961 Mentanarvirðisløn M. A. Jacobsens
- 1973 Hædermedlem af det brasilianske forfatterselskab
- 1988 Mentanarvirðisløn M. A. Jacobsens